# Листовые овощи

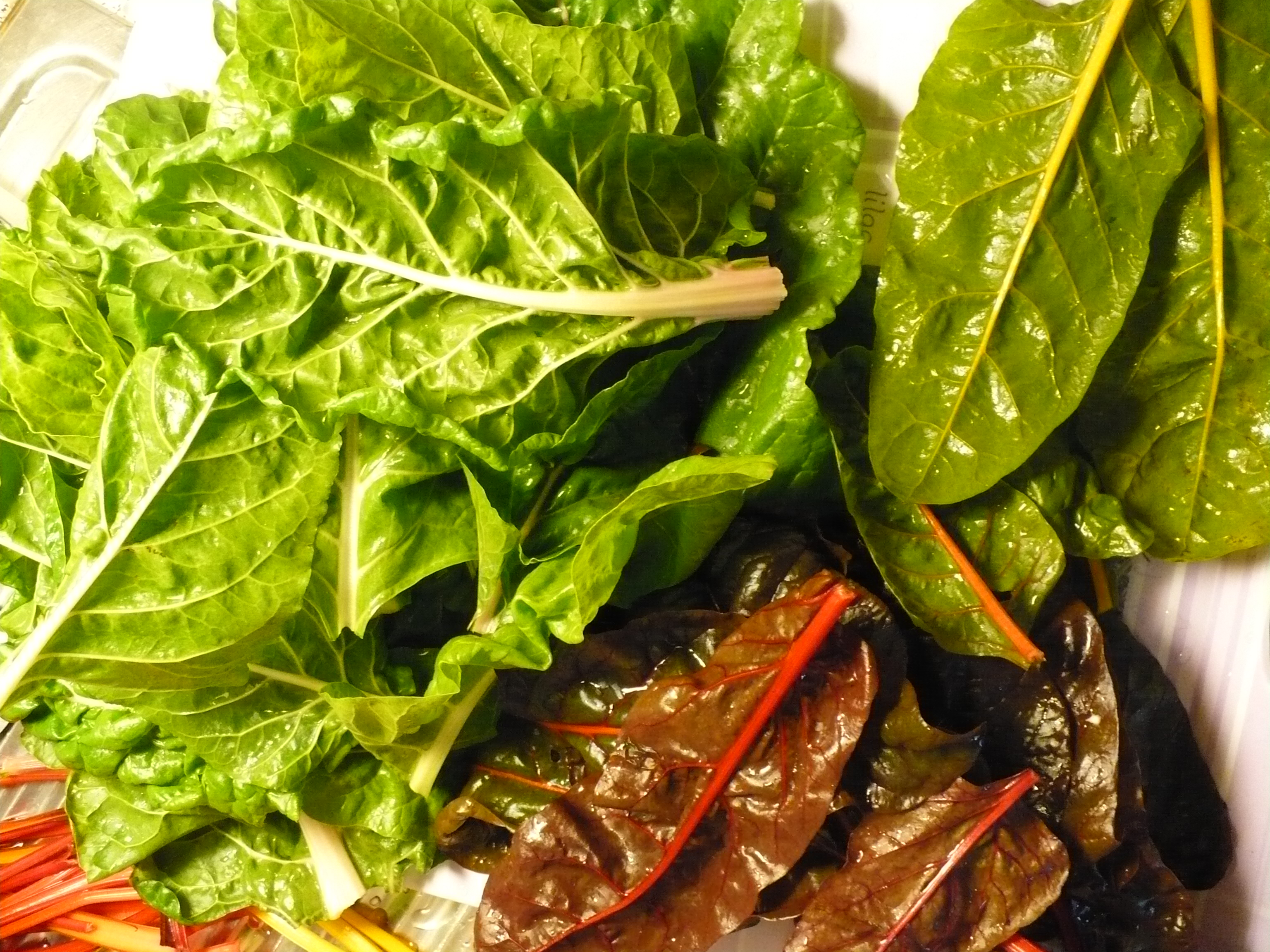
Листья мангольда едят варёными и тушёными, а также добавляют в винегреты и салаты

Листовые овощи — группа овощных культур, съедобной частью которых являются свежие листья. В советском товароведении к ней относили салатные (салаты листовой, кочанный и ромэн), шпинатные (шпинат, щавель) и пряные овощи (иссоп, мелисса лимонная, укроп, чабер, базилик, майоран, эстрагон, петрушка). Они богаты каротином, витаминами С и B1, белковыми веществами и минеральными солями. В некоторых классификациях употребляемые в пищу овощные листья подразделяются на луковые, салатно-шпинатные и пряные. Листовые овощи используются в сыром, сушёном, варёном и консервированном виде и придают пище приятный вкус и запах. Салат из свежих листовых овощей традиционно именуется зелёным. Близкая к листовым группа овощей — стеблевые или черешковые, к которым в частности относят ревень. Товарный словарь 1959 года выделяет среди листовых овощей салат, шпинат, щавель, укроп, лук-перо, ревень, чабер, эстрагон, петрушку, сельдерей, свёклу, лук-порей, лук-батун, лук-шнитт.